# Daniel Dollfus-Ausset
Daniel Dolfus connu sous le nom de Dollfus-Ausset est un manufacturier, chimiste, glaciologue français, né à Paris ou à Mulhouse le 15 avril 1797, et mort à Riedisheim le 21 juillet 1870.

## Biographie
Daniel Dollfus (1769-1818) est le fils aîné survivant des seize enfants de Daniel Dollfus, dit Dollfus-Mieg et le frère de Jean Dollfus et d'Anne-Marie Mieg (1770-1852). Daniel Dollfus-Mieg a fait prospérer l'entreprise Dollfus-Mieg & Cie qu'il avait fondée alors que celles de son oncle Jean-Henri Dollfus et de ses fils périclitaient pendant l'époque troublé de la Révolution.
Mulhouse ne possédant pas de collège avant 1813, Daniel Dolfus a commencé son éducation en Suisse, à l'école cantonale d'Aarau. Il est ensuite allé à Paris pour étudier la chimie en 1814-1815 après d'un grand chimiste, Michel-Eugène Chevreul qui commençait des recherches sur la couleur. Il a suivi aussi le cours de physique du professeur Trémery. À 18 ans, il est rappelé par son père malade et est entré travailler dans l'entreprise Dollfus-Mieg & Cie, où il s'est chargé de la fabrication des toiles peintes dont il a assuré la direction technique. Il a passé les années suivantes à chercher des inventions utiles à cette industrie et a pu lui apporter des perfectionnements. Dans ce but, il a fait des voyages à l'étranger dès l'année 1819, surtout en Angleterre. En 1820, il a introduit l'emploi de la chaux dans le blanchiment des tissus de coton, il a apporté en particulier l'emploi du prussiate de potasse à l'impression au moyen de la vapeur, l'introduction de la vapeur dans les opérations de lessivage et de la teinture. En 1835, il a installé le premier étendage à oxyder pour la fixation des mordants.
Il s'est retiré jeune de l'industrie mais en continuant à s'y intéresser en créant le Musée du dessin industriel avec une riche collection d'étoffes imprimées, placé sous le patronage de la Société industrielle de Mulhouse dont il a été un des fondateurs, en 1826. En 1855, cherchant a doter la ville de nouveaux moyens de progrès, il établit un atelier de gravure sur rouleaux pour porter sur le métal les dessins les plus compliqués mais cela n'a pas rencontré le succès financier escompté. Il a fait venir d'Angleterre une machine à imprimer à 12 couleurs.
Progressivement, il a occupé ses loisirs à des études de physique qui ont fini par lui prendre tout son temps. À partir de ses recherches sur l'influence de la chaleur, du froid, de l'humidité, des nuages, de la rosée sur la fabrication des toiles peintes, il s'est intéressé à la nature en général et s'est spécialisé dans l'étude des montagnes et des glaciers pour lesquels il s'est passionné.

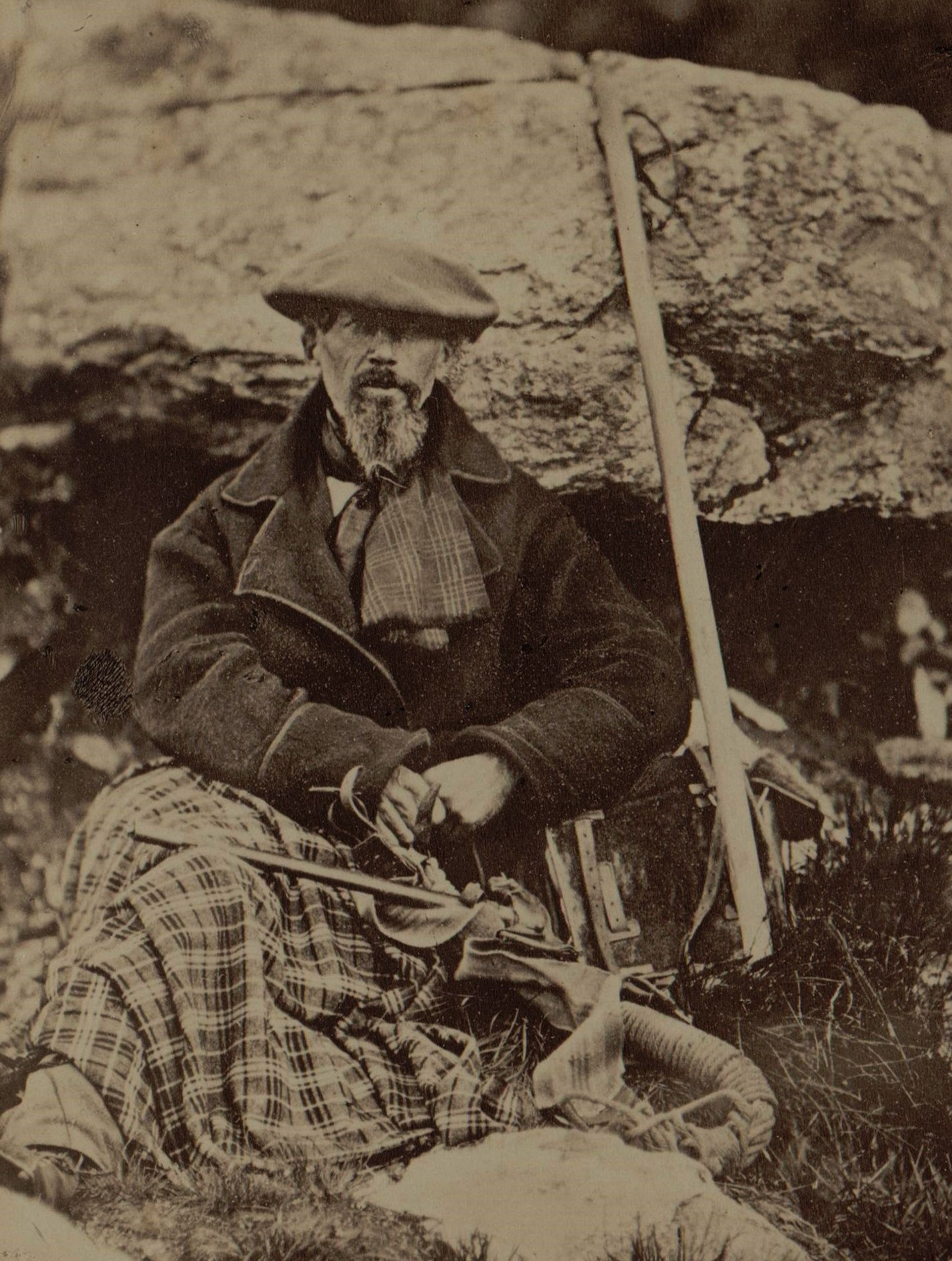
Portrait de Daniel Dollfus-Ausset dans les Alpes en 1849

En 1840, le hasard d'un voyage lui a fait rencontrer des savants neuchâtelois, Louis Agassiz (1807-1873), Pierre Jean Édouard Desor (1811-1882) et Arnold Henri Guyot (1807-1884) sur le glacier de l'Aar, près de Grimsel, où il étudiaient les phénomènes des glaciers dont l'intérêt avait été souligné par un livre publié par Jean de Charpentier. Il se joint à eux pour l'étude sur la nature et le mouvement des glaciers Il va alors faire pendant plusieurs années de longs séjours sur les glaciers, en été et en hiver, d'abord dans un rustique abri sous roche connu à l'époque sous le nom d'« Hôtel des Neuchâtelois ». Il reste de ses courses dans les Alpes en 1849 et 1850 un livre publié en 1893 par son fils Gustave Dollfus (1826-1905) dont le récit est entrecoupé de reproductions au collodion d’épreuves photographiques issues de la collection des daguerréotypes de Dollfus-Ausset.
Il a plus tard fait construire à ses frais au-dessus du glacier de l'Aar le « Pavillon Dollfus-Ausset ».
Il a par la suite fait construit une station météorologique à 3 333 m sur le col de Saint-Théodule où il a passé deux hivers entiers, en 1864 et 1865.
Pour ses études, il a fait de nombreuses courses dans les Alpes. En 1845, avec plusieurs savants et quinze guides et porteurs, il a fait la première ascension du Galenstock. Au cours de la descente, un effondrement de neige les a emportés. Tout le mode a pu se retrouver à l'appel sauf son fils de Daniel Dollfus (1823-1860) qui après des recherches a été repéré au fond d'une crevasse. Il a fallu plusieurs heures de travail pour le remonter avec un bras cassé.
Il a parcouru l'Europe à la recherche d'anciens glaciers disparus.
Il s'apprêtait à construire un observatoire au sommet du Mont-Blanc quand il est mort, le 21 juillet 1870.
Il a fait de nombreux dons à la Société géologique de France, dont il a été vice-président en 1870, et à la Société industrielle de Mulhouse. Il s'est intéressé  aux « Cours du soir pour les ouvriers » dont il a été un des fondateurs. Pour ces cours, il a publié à ses frais un périodique ; Matériaux pour les bibliothèques populaires de Mulhouse.
L'autre grande passion de Daniel Dollfus-Ausset a été le cheval.

## Famille
Il s'est marié le 29 janvier 1820 avec Camille Ausset , née à Vevey le 28 décembre 1800, et morte à Riedisheim le 27 octobre 1839. De ce mariage sont nés seize enfants mais seulement dix ont atteint l'âge adulte.

## Publications
- Passe-temps équestres, Strasbourg, 1865, 280 p. (lire en ligne)
- Matériaux pour la coloration des étoffes, t. 1, F. Savy libraire-éditeur, 1865, 518 p. (lire en ligne)
- Matériaux pour l’étude des glaciers, Paris, F. Savy, 1864-1870, 13 vol. :

t. 1, 1re partie Auteurs, 1864, p. 676,
t. 1 2e partie Auteurs, 1865, p. 304,
t. 1 3e partie Auteurs qui ont traité des hautes régions des Alpes et des glaciers, 1870, p. 596,
t. 1 4e partie Auteurs qui ont traité des hautes régions des Alpes et des glaciers et sur quelques questions qui s'y rattachent avec indication des recueils où se trouvent ces travaux, 1870, p. 340,
t. 2, Hautes régions des Alpes. Géologie. Météorologie. Physique du globe, Strasbourg, Typographie de G. Silbermann, 1863, p. 605,
t. 3, Phénomène erratiques, Strasbourg, Typographie de G. Silbermann, 1863, p. 730,
t. 4 Ascensions, 1864, p. 605,
t. 5, Glaciers en activité dans les Alpes 1re partie, Strasbourg, Typographie de E. Simon 1864, p. 602,
t. 6, Glaciers en activité dans les Alpes 2e partie, 1866, p. 472,
t. 7 Tableaux météorologiques, 1867, p. 237,
t. 8 1re partie Observations météorologiques et glaciaires au col Saint-Théodule (Valais) station Dollfus-Ausset 3333 m alt., 1868, p. 631,
t. 8 2e partie Observations météorologiques et glaciaires, 1869, p. 434,
t. 8 3e partie Observations météorologiques des glaciers. Résumé et aide-mémoire, 1870, p. 1-370, 1001-1113
Atlas avec Explications et 39 planches
- Hautes régions des Alpes. Campagne de 1844, Mulhouse, Imprimerie P. Baret, 1845